# Скультори, Джованни Баттиста
Джованни Баттиста Скультори, также Джованни Баттиста Мантовано или Мантуана (итал. Giovanni Battista Scultori, Giovanni Battista Mantovano, Mantuana; (1503, Мантуя — 29 декабря 1575, Мантуя) — «Джованни Баттиста Мантуанец», итальянский скульптор и гравёр резцом на меди периода маньеризма.

## Биография
Скультори родился в Мантуе. Он был учеником Джулио Романо и зарабатывал себе на жизнь, помогая учителю на работах в Палаццо дель Те. Для палаццо, интерьеры которого расписывал Романо, Джованни Баттиста вылепил барельефы, за что и получил прозвание «Скульптор» (Scultori). Гравированию обучался у Джорджо Гизи. Как художник-гравёр Cкультори развивал технику и стиль Маркантонио Раймонди и Агостино Венециано, который, вероятно, около 1530 года приезжал в Мантую. Скультори вслед за Гизи усложнил технику штриха, использовал пуантель (точечную текстуру), усиливая эффекты светотени и придавая своим гравюрам ещё большую экспрессию и динамичность. Этим он снискал славу главы мантуанской школы репродукционной гравюры (гравюр, выполняемых по картинам и рисункам других художников).
Большая часть того, что известно о художнике, содержится примерно в двадцати сохранившихся гравюрах. Скультори скончался в Мантуе в 1575 году.
Его сын Адам Скультори (ок. 1530—1585) и дочь Диана (1547—1612) также стали гравёрами. Многие старые источники, неверно истолковывая отрывок из «Жизнеописаний» Джорджо Вазари, ошибочно идентифицируют Джованни Баттиста Скультори в качестве отца Теодоро Гизи (1601-?) по прозванию «Теодоро Мантуанец» (родного брата художника Джорджо Гизи), а детей Скультори, гравёров Адама и Диану, как его брата и сестру, давая всем троим фамилию «Гизи».
- Падение Трои и бегство Энея. По рисунку Дж. Гизи. Ок. 1545
- Давид и Голиаф. 1540
- Воин на коне в полном вооружении. Между 1530 и 1575
- Морская битва между греками и троянцами. 1538